# 釋迦族
釋迦（羅馬化：Śākya；巴利語：、或），是古印度的一個系族的名稱，“釋迦”的字面意思為“大能”、“能”。釋迦族主要出現在佛教文獻記載之中，「佛陀」釋迦牟尼即是釋迦族人，釋迦族參與了佛陀入滅後的八王分舍利。
現代學界一般認為，釋迦族約在西元前一千年出現，原是居住地位於古印度東部、接近今尼泊爾地方的一個小部落；西元前6世紀至5世紀間，釋迦族形成自己的小型城邦共和國，為寡頭政治體制，由議會及其推選出的王者統治，都城設於迦毘羅衛城，依附於憍薩羅國 ，佛陀在世時迦毘羅衛城為毘琉璃王所滅。此外，現代尼瓦尔人的金匠有因釋迦牟尼賜姓而自稱是釋迦族。
另有一種說法是，亞洲北部的游牧民族，古波斯與古希臘稱其為斯基泰人，釋迦族為其一支，又稱塞迦，原分佈在裏海鹹海以北，西元前七世紀因戰亂向西移動，東部釋迦族逃往西藏變成小月氏，西部釋迦族沿鹹海東側南下，其中一部份崇拜太陽神的日族在西元前六世紀遷移到恆河上游以東，最後在拉布迪河上游定居，釋迦牟尼出身於此。

## 文獻記載
釋迦族屬於剎帝利種姓，自稱為印度甘蔗王（即Ikshvaku，巴利文：okkāka）的後裔，源自古代傳說的太阳王朝。釋迦族自稱為日種，即以太陽為崇拜對象 。釋迦族以瞿曇為姓氏，巴利聖典將釋迦族的瞿曇譜系追溯至鸯耆罗仙人，佛經中將遵守聖法律之人稱為雅利安人（ariya-puggala）。

## 考古實證
佛滅之後，釋迦族人有參與佛的荼毘後事，西元1898年，英國工程師佩普（William Claxton Peppe）在比普羅瓦一座直徑約35公尺、已經崩毀的磚造舍利塔中，挖出了五個裝有遺骨的舍利容器，在其中一個滑石製的舍利壺上，刻有古老的婆羅米文銘文，當時解讀為：「這是釋迦族佛陀世尊的舍利容器，乃是有名的釋迦族兄弟與其姊妹、其妻子等共同奉祠之處。」這個發現為佛陀的歷史真實性提出了強有力的新證明，轟動了當時的考古界，並引起了銘文所指是否含攝佛陀本人和迦毗羅衛城遺址到底在哪裡的巨大爭議。

## 后裔傳說
北傳佛教典籍中，記載毘琉璃王誅滅迦毘羅衛城時，城中部份人脫逃至末羅國和尼波羅國各地，另有傳說四支釋迦族遷出在印度境內西北部另立四國。包括烏仗那國、梵衍那國、商彌國等國家，傳說其王族皆為釋迦族。
南傳佛教依斯里兰卡佛教历史文献《大史》稱，部分释迦族人为躲避屠杀从迦毗罗卫城逃到毗發瓦那（Pipphalvana），因当地生存着许多被视为圣鸟的孔雀，释迦族人便化名为“孔雀族人”（Maurya）隐居于此，成为后来孔雀王朝的先祖。
緬甸《琉璃宮史》記載驃紹梯是釋迦族王子太公王國建立者阿婆醯羅娑的後裔。

## 人種爭論
自1840年代马克斯·穆勒研究提出的雅利安人種入侵印度假说之後，西方學者發現，現存婆羅門與剎帝利氏族的系譜有長久的偽造傳統。低階層婆羅門會為各地部落領導人偽造出身，讓他們可以成為剎帝利氏族。因此剎帝利階級並非起源於單一雅利安人種祖先，而是由印度各地原住部落民所形成。釋迦族所處偏遠、僻處婆羅門文化圈之外，雅利安人種到達的時間很晚，被認為是未開化地區，所以也可能是源自當地土著民族的血統而不是純粹的雅利安人種，因而釋迦牟尼也可能是黃色人種。
佛經記載，釋迦牟尼被認為出身於波夷那国，釋迦牟尼的堂弟阿難，被稱為鞞提訶牟尼，代表釋迦族與印度東部更古老的毘提訶王國之間可能有密切關係。在《長阿含經》中記載，在釋迦族之外，俱利、冥寧、跋耆、末羅、酥摩等五族也崇信釋迦牟尼佛；這些小族都居住在印度東方，從恆河流域兩岸一直到喜馬拉雅山區，彼此相互通婚。《長阿含經·世記經》中記載人類世界起源於閻浮提，閻浮提中第一個造的城為瞻婆城，次為伽尸婆羅捺城，再次為王舍城，這些地方皆位於印度東方、恆河流域中下游。
在佛教第二次結集記載中，因毘舍離的跋闍族比丘所行十事而引起了印度東西方僧團之間的巨大爭論。《雜阿含經》中記載釋迦牟尼曾被一個婆羅門稱為領群特的事例，領群特又稱旃荼羅，在南傳佛教《小部·經集》中，稱為Vasalaka（漢譯為無種姓者或賤民），印順將Vasalaka解釋為毘舍離人，釋迦族因視同於毘舍離人而受到婆羅門的種族歧視，並贊同釋迦族為黃色人種之論斷。
在印度種姓制度中，賤民是不可接触者，只能从事被认为是最低贱的职业，如抬死尸、清除粪便等。在佛教記載中，旃荼羅意為“惡人”，是不列入瓦爾那制度內的賤民之一，只能居住村外，走在路上，贱民要佩带特殊的标记，口中要不断发出特殊的声音，或敲击某种器物，以提示高级种姓的人及时躲避。佛經記載的释迦族种姓在那个时代是较為高贵的，例如释迦族人瞧不起婆羅門迦葉三兄弟及其一千弟子。在佛陀被誤認為領群特的經文中，一個婆罗门对佛陀说：「領群特止步不要进我家门」，他隨後敷床座請佛陀入坐，問佛何為領群特和領群特法，佛陀向他闡明了造何等惡業者是為領群特，而不應以種姓確定人之淨穢善惡。
另有大乘佛经记载释迦族至高无上，皆是菩萨示现，释迦族皆是黄头，基于古印度种姓制度，释迦族只有是人类最胜种族，才有摄持一切种族的基础。佛教傳統和學術研究的各種說法，目前皆缺少直接證據可以證實。
東漢荀濟引用《漢書》，認為塞種起源自允姓之戎，釋迦族為塞種之一。日本學者藤田豐八考證認為釋迦族也是塞種之一。
釋迦族可能源自於塞迦。

## 引用
1. ↑  Per J. F. Fleet, "The Inscription on the Piprawa Vase", Journal of the Royal Asiatic Society of Great Britain and Ireland （页面存档备份，存于）, in Pāli, "Sākiya" is used primarily to refer to people of Shakya in general; "Sakka", primarily to the Shakya country as well as to its noble families; and "Sakya", primarily to members of the Buddhist order.
2. ↑  Chandra Das, Sarat. . New Delhi: Asian Educational Services. 1997: 582. ISBN 81-206-0455-5.
3. ↑  Groeger, Herbert; Trenkler, Luigi.  (PDF). Brief Strategic and Systematic Therapy European Review. 2005, 2: 2  [2018-11-07]. （原始内容 (PDF)存档于2021-02-25）.
4. ↑  . Encyclopedia Britannica.   [March 18, 2017]. （原始内容存档于2021-04-27）.
5. ↑  Gupta, Gyan Swarup. . South Asia Books. 1999: 183. ISBN 978-8170227632.
6. ↑  Gadkari, Jayant. . South Asia Books. 1996: 101. ISBN 978-8171547432.
7. ↑  Batchelor, Stephen. . Yale University Press. 2015: Chapter 2, Section 2, 8th Paragraph. ISBN 978-0-300-20518-3.
8. ↑  Spellmeyer, Kurt. . Tricycle Magazine. Spring 2017  [March 18, 2017]. （原始内容存档于2017-12-01）.
9. ↑  Mishra, Pankaj. . Farrar, Straus and Giroux. 2010: 153.
10. ↑  Pletcher, Kenneth. . Rosen Education Service. 2010: 64. ISBN 978-1615301225.
11. ↑  Gombrich, 1988, pp. 49-50
12. ↑  Batchelor, Stephen. . Yale University Press. 2015: 37. ISBN 978-0300205183.
13. ↑  Schumann, H.W.  New. Motilal Banarsidass. 2016: 17–18. ISBN 978-8120818170.
14. ↑  Hirakawa, 2007, p. 21
15. ↑  Walshe, Maurice. . http://lirs.ru/lib/sutra/Long_Discourses_of_the_Buddha(Digha_Nikaya).Walshe.pdf: Wisdom Publications. 1995: 409. ISBN 0-86171-103-3.
16. ↑  Batchelor, Stephen. . Yale University Press. 2015: Chapter 2, Section 2, 7th paragraph. ISBN 978-0-300-20518-3.
17. ↑  Raychaudhuri H. (1972). Political History of Ancient India, Calcutta: University of Calcutta, pp.177-8
18. ↑  Kosambi D.D. (1988). The Culture and Civilisation of Ancient India in Historical Outline, New Delhi: Vikas Publishing House, ISBN 0-7069-4200-0, pp.128-9
19. ↑  《法苑珠林》卷八：「《菩薩本行經》云，甘蔗王次前有王，名大茅草。即以王位付諸大臣，大眾圍繞，送王出城。剃除鬚髮，服出家衣。……成就四禪，具足五通，得成王仙。……有一獵師，游行山野，遙見王仙，謂是白鳥，遂即射之。……爾時彼地有兩滴血，即便生出二甘蔗牙，漸漸高大。至時，甘蔗熟，日炙開剖，其一莖蔗出一童子，更一莖蔗出一童女。……此童子者，既是日炙熟甘蔗，開而出生故，一名善生。又其從甘蔗出故，第二復名甘蔗生。又以日炙甘蔗出故，亦名日種。彼女因緣一種無異，故名善賢，復名水波。時彼諸臣取甘蔗種所生童子，小年時即灌其頂立以為王。其賢善女，至年長大堪能伏事，即拜為王第一之妃。」釋迦族的起源，又可見《長阿含經》及《佛祖統記》。
20. ↑  Law, BC. (1973). Tribes in Ancient India, Bhandarkar Oriental Series No.4, Poona: Bhandarkar Oriental Research Institute, pp. 245–56.
21. ↑  Nakamura, Hajime. . Kosei Publishing Company. 2000: 124. ISBN 978-4333018932.
22. ↑  Batchelor, 2015, Chapter 2, section 2, paragraph 2
23. ↑  Norman, K.R. . http://www.ahandfulofleaves.org/documents/SuttaNipata_Norman_1997-2001.pdf: Pali Text Society at Oxford. 2001: 51. ISBN 0860133036.
24. ↑  Ikeda, Daisaku. . Middleway Press. 2012: 6. ISBN 978-0-9779245-2-3.
25. ↑  Batchelor, 2015, Chapter 2, section 1, paragraph 10
26. ↑  《翻译名义集》卷一：“瞿昙，或憍昙弥，或俱谭。西域记云：乔达摩，旧云瞿昙，讹略也。古翻甘蔗、泥土等。南山曰：非也。瞿昙，星名，从星立称。至于后代，改姓释迦。慈恩云：释迦之群望也。文句曰：瞿昙，此云纯淑，应法师翻为‘地最胜’，谓除天外，人类中此族最胜。”
27. ↑  Ganga, Gautami; Bahadur, Himmat. Subodh Kapoor , 编.  Volume 9. New Delhi: Cosmo Publication. 2002: 2677  [2018-11-07]. ISBN 81-7755-257-0. （原始内容存档于2019-06-30）.
28. ↑  Edward J. Thomas, The Life of Buddha p. 22
29. ↑  Peppe, William Claxton, , Journal of the Royal Asiatic Society of Great Britain and Ireland, July 1898, (Article XXIII): 573–88, JSTOR 25208010
30. ↑  Allen, Charles.  1st. London: Haus Publishing. 2008: 261  [2021-12-29]. ISBN 9780143415749. （原始内容存档于2022-05-20）.
31. ↑  
《根本說一切有部毘奈耶雜事》:「諸釋種，於過去時，不同業者，出城而去，或往末羅國，或往泥波羅，或往其餘聚落城邑。」
32. ↑  
《大唐西域記》：「誅釋西南有四小窣堵波，四釋種拒軍處。……毘盧釋迦，嗣位之後，追復先辱，便興甲兵，至此屯軍。釋種四人，躬耕畎畝，便即抗拒。兵寇退散已而入城，族人以為承輪王之祚胤，為法王之宗子，敢行凶暴，安忍殺害，污辱宗門，絕親遠放。四人被逐，北趣雪山，一為烏仗那國王，一為梵衍那國王，一為呬摩呾羅國王，一為商彌國王，奕世傳業，苗裔不絕。」
33. ↑  Hmannan Yazawin，第一卷，189頁
34. ↑  馬克斯·韋伯《印度的宗教：印度教與佛教》第1篇〈印度教的社會制度〉：「部落原有的祭司消失，取而代之的是婆羅門，他們負責儀式的執行，並藉此說服這些部落的領導人，順便提供證據，讓他們相信自己原本具有剎帝利階級的血統，只是暫時遺忘罷了。有時候，如果情況允許的話，部落的祭司也會宣稱他們自己也是某個特殊的吠陀學派的婆羅門，他們乃是出身一個古代著名的婆羅門氏族，而這個氏族又可溯源至某某個仙人。」「有關這些氏族的系譜、起源的神話，有些還可以追溯到史詩或前史詩的時代，從某處抄來或根本就是偽造的，被記錄下來，並找到證據支持，使這些系族可以提出拉吉普（Rajput）－這個辭彙目前被用來稱呼剎帝利，意指王室親屬－身份的要求。」
35. ↑  如方广锠：《渊源与流变——印度初期佛教研究》，認為释迦牟尼为黄种人（现代南亚的不丹人、锡金人、部分尼泊尔人等也是黄种人）。
36. ↑  《四分律》卷54〈七百集法毘尼〉：「波夷那、波梨二國比丘共諍，世尊出在波夷那國。善哉大德，當助波夷那比丘。」
37. ↑  《雜阿含經》卷41〈1143經〉：「尊者摩訶迦葉為諸比丘尼種種說法，示、教、照、喜。示、教、照、喜已，時偷羅難陀比丘尼不喜悅，說如是惡言：『云何？阿梨摩訶迦葉於阿梨阿難，鞞提訶牟尼前為比丘尼說法？譬如販針兒於針師家賣，阿梨摩訶迦葉亦復如是，於阿梨阿難，鞞提訶牟尼前為諸比丘尼說法。』」
38. ↑  《巴利律藏·七百犍度》：
《善見律毘婆沙·跋闍子品第二集法藏》：「世尊涅槃已一百歲時。毘舍離跋闍子比丘。毘舍離中十非法起。」
39. 1 2  《雜阿含經·一〇二經》：「佛住王舍城迦蘭陀竹園。爾時，世尊晨朝著衣持缽，入王舍城乞食。次第乞食，至婆羅豆婆遮婆羅門舍。時，婆羅門手執木杓，盛諸飲食，供養火具，住於門邊。遙見佛來，見已，白佛，作是言：住！住！領群特！慎勿近我門！」
40. ↑  印順《以佛法研究佛法》：「關於領群特一詞，又別作Vasalaka。考毘舍離域（異譯毘耶離），巴利文常作Vesālī；但也有作Vasalaka的，如律文七百結集中「毘舍離諸跋耆比丘」的毘舍離。所以巴利文的Vasalaka，即是毘舍離。婆羅門稱釋尊為Vasalaka，意思是毘舍離人。依後代的解說，毘舍離的意義是「廣嚴」，並無卑賤的意味。這與婆羅門口中的毘舍離，帶有卑劣不淨的意義不合。毘舍離，即今Besarh村，在北貝哈爾的Muzaffarpur區。正統的婆羅門學者，對這一帶的民族，無論在血統上，文化上，素來是輕視的。所以「毘舍離人」本意很好，但在婆羅門口中說起來，就有點輕視誣辱的意味。這如東夷的本為仁人，在從前中國人的口中說起來就有點鄙視一樣。釋尊是舍夷國的釋迦族人，這是沒有問題的。他與毘舍離一帶民族，有血統與文化上的共同性；婆羅門這才稱釋尊為毘舍離人，釋尊也不否認。漢譯的旃陀羅，是毘舍離通俗的意譯，一望而知的知道是賤族。至於領群特一名，大抵是指領群的特牛。牝牛vasa與毘舍離的聲音相近；釋尊的教化眾生，如領群的大牛一樣。譯者的譯作領群特，或許如此。總之，領群特一名，在婆羅門口中，是意味著種族的卑劣。」
41. ↑  
印順《印度之佛教》：「釋迦族，舊傳雅利安人，出名王甘蔗之後。初居印度河側，東下立國於雪山之麓，即釋種所自起。甘蔗王族出瞿曇（即喬達摩）仙之後，因以瞿曇為氏云。然以近人之考證，頗不以此說為然，而以釋種為黃色之蒙古人種。
玄奘『西域記』，謂迦毘羅衛以外之釋族，凡四國：一、梵衍那國，在雪山中，即今興都庫斯山脈之西部。二、呬摩呾羅（雪山下）國，在巴達克山南。三 、商彌國，在蔥嶺西南境，與印度、阿富汗接壤。四、烏仗那，在今印度西北邊省之北部，其故都直逼蔥嶺下。此四國悉非雅利安人也。
『雜阿含經』載：釋尊嘗入婆羅門家，被呵為「領群特」，且拒其入室。使釋尊而為雅利安人，則不當如此。舍衛國之波斯匿王，雅利安人，而釋種拒不與婚嫁，其種族之不同，固灼然可見。從地理之分佈而考之，則可見其為山嶽民族而南望大陸者。釋族以孔武有力稱；其東鄰拘尸那，稱力士生地。迦毗羅衛之釋族，蓋雪山中之遊牧民族，卜居平地而漸農業化者。
自蔥嶺東來，沿喜馬拉雅山分佈之居民，如西藏、尼泊爾、不丹，及（印度）阿薩密省，悉為黃種。釋族非雅利安系，其為黃種無疑也。毗舍離民族為離車子，摩竭陀與之通婚嫁。玄奘傳尼泊爾為離車子。毗舍離跋耆比丘，以「佛出波夷那」為言，疑釋種同此。」
42. ↑  Viswanath, Rupa. . Columbia University Press. 2014: 268  [2018-11-07]. ISBN 978-0-23116-306-4. （原始内容存档于2019-01-06）.
43. ↑  Jha, Ashok Kumar. . PartridgeIndia. 2013: 101  [2018-11-07]. ISBN 978-1-48289-494-3. （原始内容存档于2019-01-06）.
44. ↑  《大毘婆沙論》：「云何住不律儀者？謂：有十二種不律儀家，一、屠羊，二、屠鷄，三、屠猪，四、捕鳥，五、捕魚，六、遊獵，七、作賊，八、魁膾，九、縛龍，十、守獄，十一、煮狗，十二、婆具履迦。……煮狗者，謂栴茶羅等諸穢惡人。婆具履迦者，謂：有傍生名婆具羅，即是蟒類，恒於曠野吞食商侶，有人專能殺之，取商侶價，以自活命，由此故名婆具履迦。有說：罝弶名婆具羅，有人為活命故，恒設罝弶，取諸眾生，故名婆具履迦。有說：獵主名婆具履迦。」
45. ↑  《雜阿含經·一一四六經》：「云何為一種人、從冥入冥？謂：有人生卑姓家，若生旃陀羅家，魚獵家，竹作家，車師家，及餘種種下賤工巧業家，貧窮短命，形體憔悴，而復修行卑賤之家，亦復為人下賤作使，是名為冥。處斯冥中，復行身惡行、行口惡行、行意惡行，以是因緣，身壞命終，當生惡趣，墮泥梨中。……是故名為從冥入冥。云何名為從冥入明？謂：……然其彼人於此冥中，行身善行、行口善行、行意善行，以是因緣，身壞命終，生於善趣，受天化生。……是名有人從冥入明。」

《雜阿含經·一一四七經》：「爾時，世尊而說偈言：……惡劫老病死，常磨迮眾生，四種大族姓，栴陀羅獵師，在家及出家，持戒犯戒者，一切皆磨迮，無能救護者。」
46. ↑  《高僧法顯傳》：「旃荼羅，名為惡人，與人別居，若入城市，則擊木以自異，人則識而避之，不相搪揬。」
47. ↑  
《增一阿含經·高幢品·五經》：「是時。迦葉將五百弟子。……白世尊曰。唯願世尊聽我等得作沙門。……是時。江迦葉及三百弟子即成沙門。……爾時。順水下頭有梵志。名伽夷迦葉。……即將二百弟子。順水上流。乃至學術之處。遙見二兄而作沙門。……是時。伽夷迦葉前白世尊。唯願世尊聽作沙門。修清淨行。……是時。世尊以此三事。教化千比丘。是時。彼比丘受佛教已。千比丘盡成阿羅漢。是時。世尊以見千比丘得羅漢。爾時閻浮里地有千阿羅漢及五比丘。佛為六師。……是時。世尊以至七日。便作是念。我今宜可以神足力。往詣迦毘羅衛國。是時。世尊即將諸比丘。前後圍遶。往詣迦毘羅衛國。……是時。世尊與王說法已。即從座起而去。是時。真淨王普集釋眾。而作是說。諸沙門等。顏貌極醜。剎利之種。將諸梵志眾。此非其宜。剎利釋種還得剎利眾。此乃為妙。諸釋報言。如是。大王。如大王教。剎利還得剎利眾。此乃為妙。是時。王告國中。諸有兄弟二人。當取一人作道。其不爾者。當重謫罰。」
48. ↑  《雜阿含經·一〇二經》：「佛告婆羅門：汝知領群特、領群特法耶？婆羅門言：我不知領群特，亦不知領群特法，沙門瞿曇知領群特及領群特法不？佛言：我善知是領群特及領群特法。是時，婆羅門即放事火具，疾敷床座，請佛令坐，白言：瞿曇！為我說領群特及領群特法。」
49. ↑  《雜阿含經·一〇二經》：「佛即就座為說偈言：

  - 瞋恚心懷恨，隱覆諸過惡，犯戒起惡見，虛偽不真實，如是等士夫，當知領群特。　
  - 憋暴貪悋惜，惡欲慳諂偽，無慚無愧心，當知領群特。　
  - 一生二生者，一切皆殺害，無有慈愍心，是為領群特。　
  - 若殺縛椎打，聚落及城邑，無道以切責，當知領群特。　
  - 住止及行路，為眾之導首，苦切諸群下，恐怛相迫愶，取利以供己，當知領群特。　
  - 聚落及空地，有主無主物，掠護為己有，當知領群特。　
  - 自棄薄其妻，又不入婬舍，侵陵他所愛，當知領群特。　
  - 內外諸親屬，同心善知識，侵掠彼所受，當知領群特。　
  - 妄語欺誑人，詐取無證財，他索而不還，當知領群特。　
  - 為己亦為他，舉責及財與，或復順他語，妄語為他證，如是妄語者，當知領群特。　
  - 作惡不善業，無有人知者，隱諱覆藏惡，當知領群特。　
  - 若人問其義，而答以非義，顛倒欺誑人，當知領群特。　
  - 實空無所有，而輕毀智者，愚癡為利故，當知領群特。　
  - 高慢自稱舉，毀壞於他人，是極卑鄙慢，當知領群特。　
  - 自造諸過惡，移過誣他人，妄語謗清白，當知領群特。　
  - 前受他利養，他人來詣己，無有敬報心，當知領群特。　
  - 沙門婆羅門，如法來乞求，呵責而不與，當知領群特。　
  - 若父母年老，少壯氣已謝，不勤加奉養，當知領群特。　
  - 父母諸尊長，兄弟親眷屬，實非阿羅漢，自顯羅漢德，世間之大賊，當知領群特。」
50. ↑  《雜阿含經·一〇二經》：「初上種姓生，習婆羅門典，而於其中間，習行諸惡業，不以勝生故，障呵責惡道，現法受呵責，後世墮惡道。 

生旃陀羅家，世稱須陀夷，名聞遍天下，旃陀羅所無，婆羅門剎利，大姓所供養，乘於淨天道，平等正直住，不以生處障，令不生梵天，現法善名譽，後世生善趣。

二生汝當知，如我所顯示，不以所生故，名為領群特，不以所生故，名為婆羅門，業為領群特，業為婆羅門。」
51. ↑  《大方等无想经》这样开示释迦族：“提婆达多。真实生于释迦如来净种姓中。不生畜生。若言释种作诸恶者。无有是处。提婆达多所行恶行。为欲显示释迦如来功德力故。释种中生名秃人者亦无是处。”又云：“大婆罗门。如来世尊常所称赞。黄头大士即是提婆达多比丘。六群比丘亦大菩萨。”
52. ↑  祖庭事苑（8卷）对黄头的解释:梵云迦毗罗。此言黄头。以佛生迦毗罗国。就生处而称佛为黄头大士也。
53. ↑  窺基《成唯識論述記》：「謂有外道名劫比羅，古云迦毘羅，訛也。此云黃赤，鬢髮面色，並黃赤故。今西方貴波羅門種，皆黃赤色也，時世號為黃赤色仙人。」
54. ↑  荀濟〈論佛教表〉：「案釋氏源流，本中國所斥，投之荒裔，以御魑魅者也。乃至舜時，竄檮机於三危。左傳允(音捐)姓之姦，居于瓜州是也。杜預以允姓，陰戎之別祖，與三苗俱放於三危。《漢書》〈西域傳〉：『塞種本允姓之戎，世居燉煌。為月氏迫逐，遂住蔥嶺南奔。』又謂：『懸度、賢豆、身毒、天毒，仍訛轉以塞種為釋種，其實一也。』允姓與三苗比居教跡和洽。其釋種不行忠孝仁義。貪詐甚者號之為佛。」，收入《廣弘明集》卷7。
55. ↑  藤田豐八〈論釋迦、塞、赭羯、糺軍〉，收入楊鍊譯《西域研究》。